# آسمان ما
آسمان ما (به هندی: Apna Asmaan) فیلمی محصول سال ۲۰۰۷ و به کارگردانی کاشیک روی است. در این فیلم بازیگرانی همچون عرفان خان، شوبانا، انوپم کهیر، درو پریاش پنجانی، راجیت کاپور ایفای نقش کرده‌اند.